# Letalski transportni oddelek Slovenske vojske
Letalski transportni oddelek Slovenske vojske (kratica: LETRAO) je letalski oddelek Slovenske vojske, ki združuje vse vojaška transportna letala; oddelek je v sestavi LEBA in nastanjen v letalski bazi Brnik. Oddelek je opremljen z dvema letaloma Pilatus PC-6 Turboporter in letalom L-410 Turbolet.
Trenutno LETRAO najmanj enkrat na teden izvaja polet med Slovenijo in BiH ter Kosovom. Po potrebi LETRAO sodeluje z letaloma PC-6 pri gašenju požarov.